# Dylan McDermott
Dylan McDermott, rodným jménem Mark Anthony McDermott (* 26. října 1961, Waterbury, Connecticut, USA), je americký herec. Je známý především díky svým rolím v první a druhé sérii American Horror Story nebo postavou detektiva Jacka Larsena v krimi seriálu Stalker. Roku 1998 získal za roli v drama seriálu Advokáti Zlatý glóbus a za tuto roli byl nominován ještě na několik dalších ocenění.

## Život
Dylan McDermott se narodil jako Mark Anthony McDermott do rodiny tehdy patnáctileté Diane a jejího manžela, sedmnáctiletého Richarda McDermotta. Má italsko-irsko-francouzsko-anglické kořeny. Roku 1967 se Diane a Richard rozvedli a Mark Anthony i se sestrou tak dále vyrůstal s matkou a babičkou. Ještě toho roku byla ale Diane McDermottová zavražděna svým tehdejším přítelem Johnem Sponzem a děti zůstaly u babičky. Později se začal znovu vídat se svým otcem, pracoval i v jeho baru, a když bylo McDermottovi patnáct let, adoptovala jej Richardova třetí manželka Eve Enslerová, autorka Monologu vagíny. Enslerová ho podporovala v rozvíjení herectví a když potratila, rozhodl se Mark Anthony že přijme jméno Dylan, jak se původně měl jeho nevlastní bratr jmenovat.
19. listopadu 1995 se oženil s herečkou a bloggerkou Shivou Rose, se kterou má dvě dcery: Colette a Charlotte. V květnu 2008 ale McDermott požádal o rozvod a v lednu 2009 byl již oficiálně svobodný. 14. ledna 2015 oznámil zasnoubení s hlavní aktérkou seriálu Stalker Maggie Q, nicméně čtyři roky po zásnubách, v únoru 2019, ohlásili rozchod.

## Kariéra
McDermott začal svoji kariéru v roce 1989 rolí Chrise ve filmu Rozbouřený život. V roce 1997 se objevil v seriálu Ally McBealová v roli Bobbyho Donella. Ve světě se ale více proslavil až mnohem později, když v roce 2011 získal roli Bena Harmona, manžela Vivein (ztvárnila Connie Britton), v American Horror Story: Murder House. Byl obsazen i do druhé série nazvané American Horror Story: Asylum, kde ztvárnil Johnnyho Morgana. V letech 2014 až 2015 pak hrál hlavní postavu krimi seriálu Stalker, Jacka Larsena.